# Golf na Igrzyskach Panamerykańskich 2019
Golf na Igrzyskach Panamerykańskich 2019 odbywał się w dniach 8–11 sierpnia 2019 roku w Lima Golf Club w Limie. Sześćdziesięcioro czworo zawodników obojga płci rywalizowało w trzech konkurencjach.

## Podsumowanie

### Klasyfikacja medalowa
| Klasyfikacja medalowa | Klasyfikacja medalowa | Klasyfikacja medalowa | Klasyfikacja medalowa | Klasyfikacja medalowa | Klasyfikacja medalowa |
| Miejsce               | państwo               | Złoto                 | Srebro                | Brąz                  | Razem                 |
| --------------------- | --------------------- | --------------------- | --------------------- | --------------------- | --------------------- |
| 1                     | Stany Zjednoczone     | 2                     | 0                     | 0                     | 2                     |
| 2                     | Paragwaj              | 1                     | 2                     | 0                     | 3                     |
| 3                     | Gwatemala             | 0                     | 1                     | 0                     | 1                     |
| 4                     | Kanada                | 0                     | 0                     | 1                     | 1                     |
| =                     | Chile                 | 0                     | 0                     | 1                     | 1                     |
| =                     | Kolumbia              | 0                     | 0                     | 1                     | 1                     |
| Razem                 | Razem                 | 3                     | 3                     | 3                     | 9                     |

### Medaliści
| Konkurencja     | 1. miejsce                                                                         | 2. miejsce                                                                   | 3. miejsce                                                                |
| --------------- | ---------------------------------------------------------------------------------- | ---------------------------------------------------------------------------- | ------------------------------------------------------------------------- |
| Mężczyźni       | Fabrizio Zanotti                                                                   | José Toledo                                                                  | Guillermo Pereira                                                         |
| Kobiety         | Emilia Migliaccio                                                                  | Julieta Granada                                                              | Paula Hurtado-Restrepo                                                    |
| Zawody mieszane | Stany Zjednoczone · Stewart Hagestad · Emilia Migliaccio · Brandon Wu · Rose Zhang | Paragwaj · Carlos Franco · Sofia García · Julieta Granada · Fabrizio Zanotti | Kanada · Austin Connelly · Mary Parsons · Joey Savoie · Brigitte Thibault |